# Афробразильцы
Афробразильцы (порт. Pretos, Negros, Africanos, редко Afro-Brasileiros) — одна из основных групп населения современной Бразилии. Численность 12,9 млн чел. или 6,9 % населения страны.
Проживают повсеместно, но наибольшая концентрация чернокожих наблюдается на северо-востоке страны, особенно в штате Баия. Во второй половине XX века немало чёрных покинуло обанкротившиеся плантации и переселилось в крупные города юга страны. Один из самых известных в мире афробразильцев — футболист Пеле:38.

## История
По большей части являются потомками рабов из Африки (см. рабство в Бразилии), около 5 млн которых было завезено в страну в XVI—XIX веках. При проведении переписей населения употребляется термин «preto». В последнее время португалоязычные СМИ демонстрируют тенденцию к замене его на более политкорректное слово «negro» (в англоязычных же странах — последнее является оскорбительным).
В отличие от США, чернокожее население в колониальной Бразилии абсолютно преобладало. При этом, метисация не подвергалась гонениям со стороны официальных властей, а потому большая часть социально мобильного чернокожего населения быстро смешалась с белыми и индейцами, образовав группу цветных парду. Бразильские институты не считали нужным вести детальную документацию, подтверждающую расовое происхождение граждан страны, а потому расовое отбеливание со временем затронуло большую часть населения.
В современной Бразилии быть чернокожим означает в буквальном смысле иметь чёрный цвет кожи (для сравнения: в США чёрными себя могут считать по духу и культуре очень светлокожие люди (правило одной капли крови)). 
Границы между расовыми группами в Бразилии размыты: значительная часть белых в стране имеет ту или иную примесь индейской и/или африканской крови. Расово чувствительные американские СМИ часто называют Бразилию крупнейшей африканской страной за пределами Африки, так как цветные в США не отделяются от собственно чёрных. Бразильцам подобные выводы не нравятся. С другой стороны, американская модель признания белой вины (см. напр. BLM) в последнее время получила некоторое распространение и в Бразилии. В последнее время в стране появились квоты для чернокожих при поступлении в ВУЗы, в бразильских теленовеллах появилось больше чернокожих и темнокожих актёров и актрис. Кроме того, многие чёрные перестали стесняться своего цвета.
Из-за более высокой фертильности доля чёрных в Бразилии в последнее время растёт.

## Динамика численности
| Расы в Бразилии 1835, 1940, 2000 и 2008 | Расы в Бразилии 1835, 1940, 2000 и 2008 | Расы в Бразилии 1835, 1940, 2000 и 2008 | Расы в Бразилии 1835, 1940, 2000 и 2008 |
| Год переписи                            | Белые бразильцы                         | Парду                                   | Афробразильцы                           |
| --------------------------------------- | --------------------------------------- | --------------------------------------- | --------------------------------------- |
| 1835                                    | 24,4 %                                  | 18,2 %                                  | 51,4 %                                  |
| 1940                                    | 64 %                                    | 21 %                                    | 14 %                                    |
| 2000                                    | 53.7 %                                  | 38,5 %                                  | 6,2 %                                   |
| 2009                                    | 48,8 %                                  | 43,8 %                                  | 6,9 %                                   |

## Культура
Религия:
- Кандомбле
- Макумба (Macumba)